# 爱德华多·桑托斯
爱德华多·桑托斯·蒙特霍（1888年8月28日—1974年3月27日）是哥伦比亚出版商和政治家，自由党人。他拥有波哥大报纸“El Tiempo”，1938年至1942年任哥伦比亚总统。